# Абдуллаев, Абакар Абакарович
Абдуллаев Абакар Абакарович — доктор технических наук, профессор.

## Биография
Абакар Абакарович Абдуллаев родился 1 июня 1913 в селе Гуни Казбековского района.

## Научная деятельность
В 1953 г. защитил кандидатскую диссертацию на тему «Исследование процессов генерации медленных мезонов методом запаздывающих совпадений с годоскопом».
Работал в Институте ядерной физики АН Узбекской ССР.
В 1963 году был приглашён в Международное агентство по атомной энергии при ООН (МАГАТЭ) в качестве консультанта Советского Союза по вопросам применения радиоактивных изотопов в гидрогеологии.
В 1965 году по приглашению Чешской Академии наук Абдуллаев посетил в качестве консультанта Институт горного дела ЧССР, где применяются радиоактивные методы, разработанные группой научных сотрудников руководимой им. А. А. Абдуллаев в качестве делегата СССР участвовал на Международном симпозиуме по применению радиоизотопной аппаратуры в промышленности и геофизике, созванном в г. Варшаве по инициативе МАГАТЭ.
Сочинения:
- Ядерно-физические методы исследования подземных вод в условиях Средней Азии : диссертация … доктора технических наук : 05.00.00. — Ташкент, 1971. — 327 с. : ил.
- К классификации элементарных частиц [Текст]. — Махачкала : [б. и.], 1965. — 20 с. : схем.; 22 см.
- Энергия атомного ядра [Текст]. — Москва : Учпедгиз, 1958. — 136 с., 1 л. табл. : ил.; 20 см. — (Б-ка школьника).

## Наставничество
Под научным руководством А.Абдуллаева защищены 5 кандидатских диссертаций.

## Изобретения
Абдуллаевым созданы новые радиоизотопные зонды РЗА-1 и РЗА-2 для одновременного и экспрессного определения скорости фильтрации, направления потока и расхода подземных вод в одиночных скважинах непосредственно в полевых условиях, без отбора проб.

## Смерть
Умер в феврале 1983. Похоронен в родном селении.